# 1106

## Esdeveniments
- Es reconquereix Balaguer, que té com a conseqüència el desplaçament del centre de poder polític i administratiu del Comtat d'Urgell a Balaguer, que n'esdevé la capital comtal[1]
- 2 de febrer, apareix un gran cometa que és visible fins al març.

## Naixements
- Celestí III, papa.

## Necrològiques
- 7 d'agost - Enric IV del Sacre Imperi Romanogermànic
- Jofré IV d'Anjou